# Rostvisslare
Rostvisslare (Pachycephala hyperythra) är en fågel i familjen visslare inom ordningen tättingar.

## Utseende och läte
Rostvisslaren är en medelstor tätting med brun rygg, ljust kanelbrun buk, grått huvud och vit strupe. Arten liknar törntrastarna i komplexet kring Colluricincla megarhyncha, men är mindre och har tydligt kontrasterande vit strupe. Fågeln är ljudlig med typiska läten för visslare, bland annat olika melodier och en ringande ljust ton, ofta följd av nedåtböjda "chew chew!" eller vassa uppåtböjda "wik wik!"

## Utbredning och systematik
Rostvisslare delas in i fyra underarter:
- P. h. hyperythra – västra Nya Guinea (Vogelkopbergen)
- P. h. sepikiana – Nya Guinea (Sepikberget, bergsområden söder om Mamberamofloden)
- P. h. reichenowi – nordöstra Nya Guinea (Saruwagedbergen)
- P. h. salvadorii – bergsområden på sydöstra Nya Guinea

## Levnadssätt
Rostvisslaren hittas i skogar i förberg. Där ses den i skogens mellersta skikt, ofta i par födosökande efter insekter. 

## Status och hot
Arten har ett stort utbredningsområde, men tros minska i antal, dock inte tillräckligt kraftigt för att den ska betraktas som hotad. Internationella naturvårdsunionen IUCN listar arten som livskraftig (LC).